# Das Weltgericht (Friedrich Schneider)

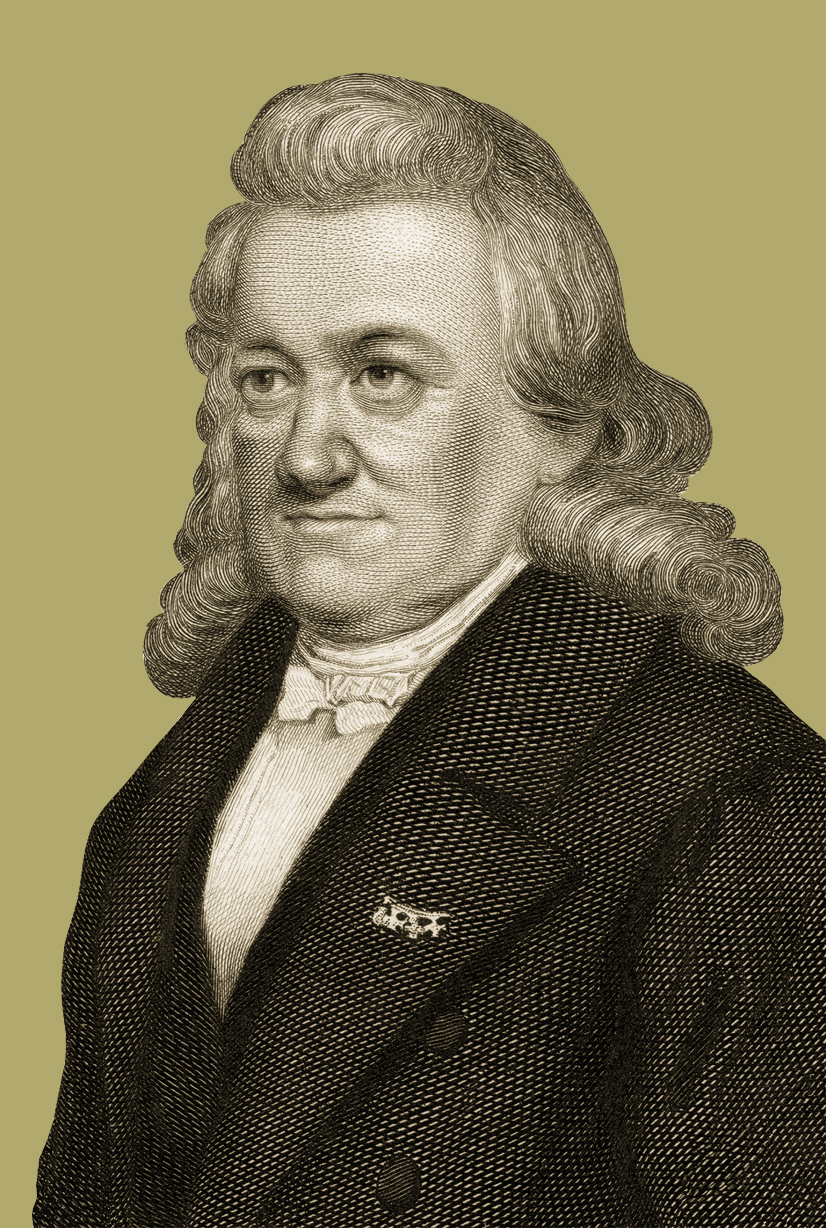
Friedrich Schneider, Stahlstich um 1855 von L. Sichling nach einem Porträt von G. Völkerling (1852)

Das Weltgericht, komponiert von Friedrich Schneider nach einem Text von August Apel, war eines der bedeutendsten Oratorien der ersten Hälfte des 19. Jahrhunderts. Es hat entscheidend die Entwicklung dieses Genres beeinflusst. Die öffentliche Uraufführung fand am 6. März 1820 im Leipziger Gewandhaus statt. Das Oratorium besteht aus einer Einleitung und drei Teilen mit insgesamt 30 Nummern. Komponiert wurde es für großen gemischten Chor, der in verschiedene Teilchöre zu teilen ist, sowie für mindestens vier Solisten (S A T B). Da der Chor wesentlicher Träger der Handlung ist, enthält das Oratorium nur zwei Arien (für T und B) und ein längeres Ensemble. Weitere kurze Soli können von Chorsolisten übernommen werden.

## Entstehung

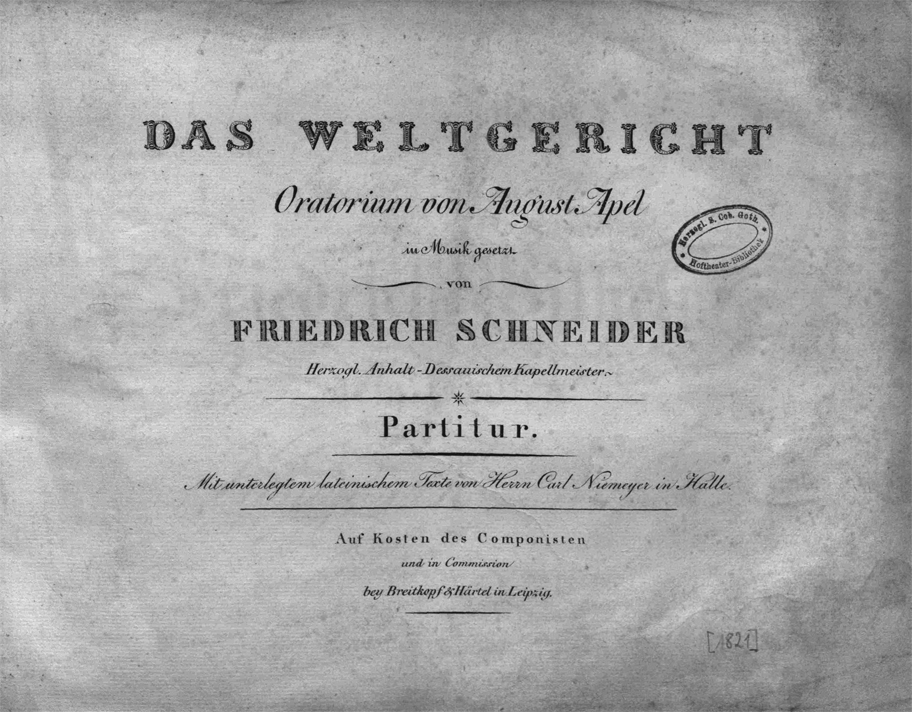
Titelblatt der Erstausgabe der Partitur zum Oratorium Das Weltgericht

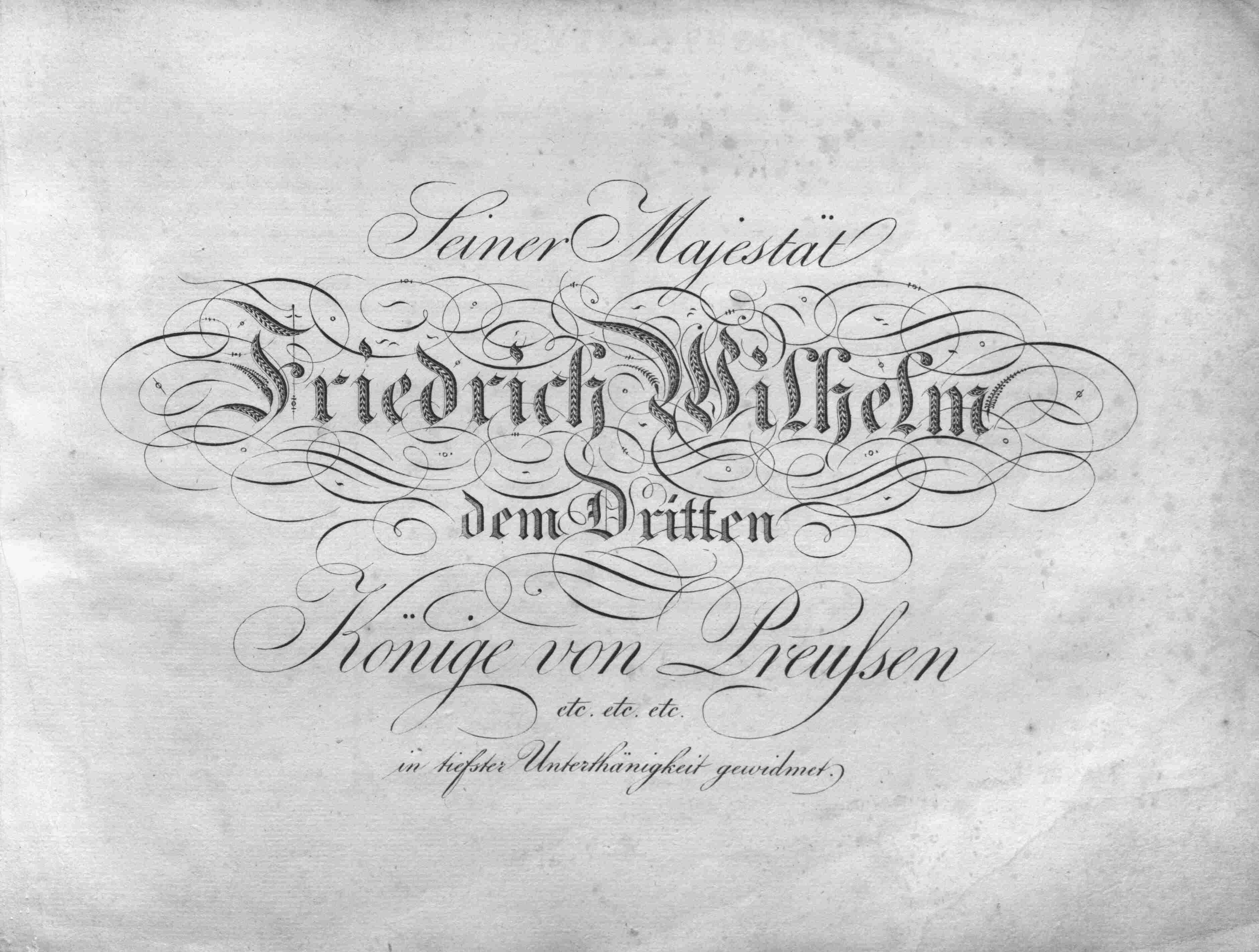
Widmungsblatt der Erstausgabe der Partitur zum Oratorium Das Weltgericht

August Apel, heute vor allem noch bekannt als Verfasser der Textvorlage zu Carl Maria von Webers Oper Der Freischütz, schrieb das Libretto des Weltgerichts mit der Absicht, einen modellhaften Gegenentwurf zu Louis Spohrs erstem Oratorium Das Jüngste Gericht zu schaffen. Apel hatte 1812 eine Aufführung des Stücks in Leipzig gehört. Er war sich mit den Kritikern einig, dass das Stück auch aufgrund seines schwachen Textes durchgefallen sei. 1815 hörte er eine Messe von Schneider und entschied, dem jungen Komponisten sein Textbuch anzubieten. In einem kurzen Beitrag zum Intelligenzblatt zur allgemeinen musikalischen Zeitung vom März 1826 schildert Schneider den weiteren Fortgang der Entstehung: Am 10. März 1816 habe er das Textbuch von Apel bekommen. Die Komposition, begonnen im Dezember 1818, sei am 21. Februar 1819 beendet worden. Die Zeitung für die elegante Welt berichtet von einer ersten nicht-öffentlichen Aufführung am 3. Juni 1819. Die Uraufführung fand am 6. März 1820 statt. Schon im April kündigte Schneider in einer Subscriptionsanzeige den Druck des Werkes an.

## Text
Das Textbuch nimmt seinen thematischen Ausgangspunkt in der biblischen Überlieferung des Jüngsten Gerichts in Matthäus 24-25 und der Offenbarung des Johannes. Apel gibt die dort erzählte Handlung jedoch nicht wieder, sondern spielt lediglich auf ausgewählte, bekannte biblische Bilder und Formulierungen an, die er mit Elementen der Volksfrömmigkeit, der Mythologie und Figuren aus anderen Teilen der Bibel ergänzt. Hieraus formt er einen eigenständigen Dialog, in dem zahlreiche Personengruppen (Höllengeister, Gläubige, Eroberer etc.) und Einzelpersonen (Satan, Maria, Eva, Erzengel) ihre Gedanken ausdrücken. Rein narrative Abschnitte weist der Text im strengen Sinn nicht auf; das Libretto besteht aus einer Reihung expressiver Momente. Die Handlung muss indirekt über die Äußerungen der Figuren erschlossen werden. Besonders in den Chören stellt Apel kontrastierende Typen und ihre Gefühle und Gedanken einander gegenüber. Hierdurch wird der Text sehr kleingliedrig.
Ursprünglich hatte Apel den drei Teilen seines Librettos die Überschriften „Tod“, „Auferstehung“ und „Gericht“ gegeben. Der erste Teil wird vom Librettisten an drei verschiedenen Schauplätzen verortet: dem Himmel, der Hölle und der Erde. Das Textbuch beginnt mit der Ankündigung des Jüngsten Gerichts durch die Engel. Angesichts des Chaos triumphieren die Höllengeister, doch Satan unterbricht sie und schildert, wie er versucht habe, „mit Schöpferkraft“ den Menschen die Freiheit zu bringen. Doch sei er an den natürlichen Schwächen der Menschen gescheitert, die – für die Freiheit nicht reif – zu Sündern geworden seien. Dadurch seien sowohl die Menschen als auch Satan um das Heil gebracht worden. In der anschließenden Nummer lässt Apel den Chor der Gläubigen auf einen Chor der Eroberer treffen. Während die Gläubigen naiv-fromm dargestellt werden, verkörpern die Eroberer die gescheiterte Freiheitsidee Satans: „Der stolze Held“ ist frei, unterdrückt die Schwächeren und stellt sich über das Recht und sogar die Götter.
Im zweiten Teil des Librettos konzentriert sich Apel auf die Darstellung der Reaktionen der Menschen angesichts des drohenden Gerichts und nimmt ihre konträren emotionalen Verfassungen in den Blick: Die Gerechten freuen sich über die bevorstehende Auferstehung, wohingegen bei den Ungerechten Angst und Verzweiflung vorherrschen.
Der dritte Teil schildert schließlich das eigentliche Gericht. Hier ist aus dramaturgisch-analytischer Sicht eine durch Apel angelegte dreigliedrige Steigerung erkennbar: Zunächst fragen sich die Menschen, wie sie trotz ihrer Sünden und ihrer Schuld erlöst werden können. Die Spannung wird weiter gesteigert und entlädt sich letztlich auf dem Höhepunkt in einem durch die Erzengel ausgesprochenen Verdammungsurteil. Der eigentliche Wendepunkt, der Erlösung für alle bedeutet, wird durch die Figur der Maria verkündet. Sie verweist auf das Kreuzesopfer Jesu, das allen Menschen Heil bringt.
Apel verbildlicht die klassisch-christliche Satisfaktionslehre, deren zentrales Element Jesu Sühneopfer darstellt, vertritt jedoch durchweg eine außerkirchliche, weltliche Religiosität. Insbesondere die Anlage der dem Oratorium eigentlich fremden Figur des Satans wurde diskutiert und neu interpretiert. Ronald Müller deutet die Figur im zeitgeschichtlichen Kontext des Jahres 1814, dem Zeitpunkt der Entstehung des Librettos: Die Französische Revolution hatte 25 Jahre zuvor begonnen, die Völkerschlacht bei Leipzig lag ein Jahr zurück und der Wiener Kongress begann gerade zu tagen, welcher Auslöser für die Restauration der politischen Verhältnisse werden sollte. Die Ausgestaltung der Figur des Satans sei deshalb für das Jahr 1814 besonders auffällig. Während Rochlitz 1820 in seiner Rezension der Uraufführung den Satan einzig als „gewaltigen, consequenten Rebell gegen den Allmächtigen“ versteht, erkennt Müller in der Figur Parallelen zu Napoleon. Wie Satan im Weltgericht wurde der französische Konsul und spätere Kaiser von den Zeitgenossen zunächst als Bringer einer Freiheit gefeiert, die sich schnell zum Negativen wendete. Die Figur des Satans, so suggeriert der Text laut Müller, muss, wie auch Napoleon, gestürzt werden.
Apels Text wird häufig kritisiert. Dabei entspricht er in Vielem der Ästhetik des Oratoriums, wie sie Gottfried Wilhelm Fink 1827 formulierte. Fink beschrieb das Libretto eines Oratoriums als eine Form, die fast vollständig auf narrative Elemente und entwickelnde Handlung verzichtet und lediglich emotionale und reflektierende Momente reihend gegenüberstellt. Die Zusammenhänge herzustellen, sei Aufgabe der Hörer, weshalb der Librettist bekannte Stoffe wählen solle. Die häufig kritisierte Zusammenhanglosigkeit und Verworrenheit des Weltgericht-Librettos ist letztlich Konsequenz dieser Idee, die dem Hörer das Herstellen der Zusammenhänge überlässt zugunsten einer auf die bloße Reflexion und das Gefühl reduzierten, auf Wirkung zielenden Darstellung.
Um angesichts der Kleinteiligkeit des Textes den dramaturgischen Gesamtzusammenhang zu wahren und einen großen Spannungsbogen zu schaffen, war der Komponist Schneider in besonderem Maße gefordert, mit musikalischen Mitteln die von Apel vorgegebenen Wechsel der Schauplätze, der Rollen und der erzählerischen Kontraste zu verdeutlichen und so dem Hörer den Zugang zum Text zu erleichtern.

## Musik
Schneiders Komposition von Apels Text macht das Weltgericht zu einem Schlüsselwerk der ersten Hälfte des 19. Jahrhunderts. Viele typische Merkmale des Oratoriums dieser Zeit finden sich im Weltgericht, viele das erste Mal.
Nach der Zählung in der von Schneider selbst herausgegebenen Partitur weist das Stück 30 Nummern und eine „Einleitung“ genannte Ouvertüre auf. Genauer betrachtet fassen etliche Nummern jedoch in Besetzung und Charakter sehr unterschiedliche Abschnitte zusammen, so dass die eigentliche Zahl der Nummern auch wesentlich höher liegen könnte. Schneiders Zählung ist das offensichtlichste Zeichen für seine Absicht, das Oratorium nicht als Reihung einzelner unabhängiger Teile zu verstehen, sondern als einheitliche Großform. Damit greift er innovativ für das Oratorium eine Tendenz auf, die – in der Oper schon länger diskutiert – im 19. Jahrhundert zu einem zentralen Gedanken der Musikästhetik wurde. So achtet Schneider in seiner Komposition darauf, Übergänge zu komponieren, wie z. B. instrumentale Überleitungen oder Kadenzen, die die Tonart des folgenden Stücks vorbereiten. In der Einleitung führt Schneider ein sechs Takte langes, prägnantes, vierstimmiges Motiv ein, das solistisch von den Posaunen vorgetragen wird. Dieses Motiv kehrt im ersten und dritten Teil insgesamt dreimal wieder, a cappella jeweils mit ähnlichem Text gesungen von den vier Erzengeln. Als Erinnerungsmotiv gemahnt es an verschiedenen Stellen der Handlung an die Ewigkeit des Reiches Gottes und wirkt gleichzeitig als musikalische Klammer der Großteile. Ähnlich verweist ein weiteres Motiv der Einleitung auf den Chor der Gläubigen (Nr. 5) im ersten Teil und ein drittes auf den Chor der Märtyrer (Nr. 21) im dritten Teil sowie auf einen textlich ähnlich auf das Martyrium verweisenden Abschnitt in Nr. 7. Während das Ewigkeitsmotiv mit Posaunen bzw. a-cappella-Gesang assoziiert ist, wird die Melodie der Gläubigen von Streichern, die der Märtyrer von Holzbläsern begleitet.
Richtungsweisend für das 19. Jahrhundert ist auch Schneiders extreme Betonung des Chores als Träger der Handlung (die allerdings von Apels Text vorgegeben wurde). Das Stück enthält lediglich zwei Arien und ein größeres Ensemble; auch Rezitative sind selten. Damit entsprach Schneider sowohl der Idee seiner Zeit von einer Tradition des Oratoriums, die vor der Wiederaufführung von Bachs Matthäus-Passion 1829 vor allem die Oratorien Händels und hier v. a. die Werke mit großer Beteiligung des Chores (v. a. Messiah) als Ausgangspunkt definierte. Er folgte aber auch der zeitgenössischen Ästhetik des Oratoriums, die allen Anklängen an die Oper kritisch gegenüberstand. Schließlich entsprach er auch der Nachfrage eines neu entstehenden Marktes einer Literatur für große Laienchöre.
Schneiders Komposition wird von diesen drei genannten Einflüssen geprägt.
Das Vorbild Händel hört man vor allem in den fünf Fugen, wovon drei jeweils einen Teil abschließen und zwei an besonders markanten Stellen, die Gott loben, zu finden sind. Die Fuge im Chor der Engel und Menschen Halleluja (Nr. 9) und die Fuge im Chor der Erstandenen Ewig schallen Jubellieder sind Doppelfugen, wobei in der ersten Fuge die zwei Themen beide im Chor vorgestellt und in der zweiten Fuge die Themen auf Chor und Orchester verteilt werden. Schneiders Fugen sind gekennzeichnet durch die fast durchgehende colla-parte-Funktion des Orchesters. Manche beinhalten eine stretto-Passage zum Ende hin (Nr. 9, Nr. 30b) und alle besitzen homophone Abschnitte, mit denen die Fugen wirkungsvoll enden.
Abgesehen von formalen Ähnlichkeiten mit Fugen aus Händels Oratorien lassen sich auch thematische Parallelen entdecken: So erinnert das erste Fugenthema aus Nr. 9 an das des Halleluja aus dem Messiah. Bezeichnend an diesem Beispiel ist auch die textlich-inhaltliche Ähnlichkeit.
Abgesehen von den Fugen sind die Chöre weitestgehend homophon gesetzt. Die Stimmen werden colla parte von Instrumenten begleitet, um musikalischen Laien die Ausführung zu erleichtern. Allerdings macht Schneider kaum Gebrauch von der Möglichkeit, den Chorklang zu verändern, indem er unterschiedliche Stimmgruppen gegeneinanderstellt. Seine Teilchöre sind meistens vierstimmig für S A T B gesetzt.
Zeitgenössische Kritiker verglichen das Weltgericht gelegentlich mit Carl Maria von Webers ein Jahr später uraufgeführter Oper Der Freischütz. Ein Rezensent wollte sogar gegenseitige Abhängigkeiten gehört haben, wogegen sich Schneider heftig wehrte. Ein Vergleich des Chores der Höllengeister aus dem Oratorium mit der Wolfsschluchtszene der Oper zeigt, dass Schneider sich zwar um eine ausdrucksstarke Orchestrierung bemüht, jedoch hinter der Farbigkeit des Weber’schen Orchesters zurückbleibt. Dabei gelingen Schneider durchaus eindrucksvolle Stellen, wie z. B. der vierstimmige Posaunenchor des ‚Ewigkeitsmotivs‘ oder der Sologesang mit Chor der Mütter und Kinder (Nr. 23), der von drei Celli, Flöte und Fagott begleitet wird.
Auch die Harmonik des Weltgerichts ist – typisch für das Oratorium der Zeit – wesentlich konservativer und noch eher klassischen Vorbildern verpflichtet als in die Romantik weisend.
Innerhalb des Weltgerichts nimmt die Arie des Satans (Nr. 4) eine Sonderstellung ein: Sie ist neben der Arie von Raphael die einzige Arie dieses Oratoriums. Besonders ist sie aber in einigen Aspekten ihrer musikalischen Konzeption: Schneider schreibt keine – wie manchmal unterstellt – Bravourarie im italienischen Stil. Die Singstimme Satans hat große Intervallsprünge, abwechselnd mit Tonrepetitionen oder kleineren Intervallen, aber keine nennenswerten Verzierungen. Mit diesen Stilmitteln lässt Schneider Satan als beeindruckende Figur erscheinen. Im harmonischen wie musikalisch formalen Kontext gibt es weitere Unterschiede im Vergleich zu den restlichen Nummern des Oratoriums: Schneider verwendet eine ausgesprochen chromatische Harmonik, die teilweise weit in die Romantik vorweist. Gleichzeitig besteht das instrumentale Vorspiel aus einem regelmäßigen Satz klassischen Modells. Dies unterscheidet es von der sonst unregelmäßigen, auf kombinierten Dreier- und Vierergruppen aufbauenden, formalen Gestaltung der restlichen Nummern (siehe z. B. die Ouvertüre). Aufgrund dieser Merkmale hat die Arie einen deutlich exponierten Platz im musikalischen Verlauf des Weltgerichts, den schon die zeitgenössischen Rezensenten bemerkt und lobend erwähnt haben.
Der große Erfolg beim zeitgenössischen Publikum (und der geringe Erfolg bei den Autoren der Musikgeschichten) ist vor allem darauf zurückzuführen, dass Schneider sich als psychologisch außerordentlich geschickter Komponist erweist: Die Musik des Weltgerichts versucht nicht, die Bedeutungsschwere des Textes mit musikalischen Mitteln zu einem Werk zu ergänzen, das Tiefgründigkeit und Interpretationsbedarf vermittelt. Sie zielt vielmehr ganz direkt auf Wirkung, auf einen unmittelbaren emotionalen Effekt beim Publikum.
Dramaturgisch geschickt steuert Schneider die Gefühle der Zuhörer. Geck weist darauf hin, dass regelmäßig einer maestoso zu spielenden pathetischen, kraftvollen Nummer, eine ruhige, gefühlvolle Nummer (dolce) folgt, Höhepunkte eines jeden Teils des Oratoriums bilden die abschließenden Fugen.
Absichtlich oder unabsichtlich weckt Schneider an vielen Stellen seiner Komposition den „Schein des Bekannten“ (J. A. P. Schulz). Zeitgenössische Rezensenten erwähnen nicht nur Reminiszenzen an Händel und Haydn. Rochlitz z. B. verweist in seiner Besprechung der Uraufführung zur Beschreibung der Arie Satans auf Cherubinis frühen Kompositionsstil in seiner Oper Lodoiska. Ein Kritiker der Neuen Berliner Musikzeitung fühlt sich 1851 an Spontini, Weber und Beethoven erinnert.

## Rezeption
Schneiders Weltgericht war ein Erfolg von Anfang an. Bereits am 15. April wiederholte er die Aufführung in der Leipziger Universitätskirche. Noch im selben Jahr wurde Das Weltgericht in Berlin, Gera, Leipzig, Prag und Quedlinburg (unter Leitung Louis Spohrs) gegeben.
1821 wurde das Weltgericht als das zentrale Werk des vierten Niederrheinischen Musikfests in Köln aufgeführt. Im selben Jahr stand das Oratorium im Mittelpunkt des ersten Vorfestes der Elbmusikfeste. Bis 1840 weist Martin Geck fast 80 Aufführungen nach. Viele Aufführungen dirigierte Schneider selbst. Angesichts der Zahl der Besprechungen in der Presse ist davon auszugehen, dass das Werk im 19. Jahrhundert – und vor allem in dessen erster Hälfte – lange Zeit zu den am häufigsten aufgeführten Oratorien gehörte, übertroffen zunächst nur von den Klassikern des Oratorienrepertoires, die sich zu Schneiders Zeit bereits etabliert hatten: Händels Messias, Haydns Schöpfung und Jahreszeiten und Grauns Tod Jesu. Zu der raschen Verbreitung trug auch Schneider selbst bei, der bereits ein Jahr nach der Uraufführung eine selbstfinanzierte Partitur drucken und bei Breitkopf und Härtel in Leipzig verlegen ließ. Das Subscribendenverzeichnis liest sich wie ein Who-is-who des zeitgenössischen Musiklebens. Neben zahlreichen Leitern von Musikvereinen und Chören zwischen Stockholm und Wien, Amsterdam und Prag finden sich u. a. die Namen der Komponisten Felix Mendelssohn Bartholdy (damals 12 Jahre alt), Carl Friedrich Zelter, Johann Gottfried Schicht, Peter Joseph von Lindpaintner und Joseph A. F. Elsner, des Mitbegründers der Allgemeinen Musikalischen Zeitung, Johann Friedrich Rochlitz, und des Schweizer Musikpädagogen und Leiters der Allgemeinen Musikgesellschaft Zürich, Hans Georg Nägeli. Mit Spohr und Mendelssohn erreichte und beeinflusste es schon kurz nach seiner Entstehung zwei Komponisten, die für die Entwicklung des Oratoriums in der ersten Hälfte des 19. Jahrhunderts von großer Bedeutung waren.
Das Weltgericht entsprach in vielerlei Hinsicht den Vorstellungen und Erwartungen seiner Zeit. Deutsche Autoren verstanden das Oratorium als wichtigstes Genre bei der Definition einer nationalen Vokalmusik, deren Tradition sie auf Bach und Händel zurückführten. Besonders in der Zeit der Restauration wurde dem Chorwesen und besonders dem Oratorium identitätsstiftende Wirkung zugeschrieben. So entwickelten sich in der ersten Hälfte des 19. Jahrhunderts zahlreiche gemischte Chöre, die ein repräsentatives Repertoire suchten. Außerdem entstanden zahlreiche Musikfeste, deren Programme jeweils ein Oratorium als zentrales Werk enthielten.
Schneider gelang es, mit seinem Weltgericht diesen Bedürfnissen und Idealen genau zu entsprechen. So setzte er den Schwerpunkt nicht auf virtuose Solonummern, die viele zeitgenössische Kritiker mit dem Gegenbild der italienischen Oper assoziierten, sondern vielmehr auf wirkungsvolle, aber trotzdem Laiensänger nicht überfordernde Chöre. Der Kritiker der Uraufführung Rochlitz lobt zum Beispiel, dass Schneider die Fugen in Haydns bzw. Händels Weise komponiert habe, dass er aber auch moderne Stilmittel verwende, wie z. B. eine ausdrucksstarke Instrumentation. Besonders heben Kritiker immer wieder die moderne Tonsprache des Chors der Höllengeister aus dem 1. Teil hervor, der mehrfach mit Webers Freischütz verglichen wird.
Bereits früh findet man in Besprechungen allerdings auch Kritik, die sich zunächst vor allem auf das Libretto bezieht. Schon Rochlitz deutet in seiner Besprechung der Uraufführung die Problematik des Textbuchs an, dem er eine „schwierige Form“ bescheinigt: Die zahlreichen Teilchöre, die häufig sehr gegensätzliche Charaktere verkörpern, seien nur schwer zu differenzieren, da es an einer deutlichen Individualisierung fehle. Spätere Rezensenten sprechen gar von einer „Zusammenhanglosigkeit“. „Seinen Grund hatte der ungewöhnliche Eindruck, den das Werk hervorrief, in der neuen Richtung, welche der Componist einschlug. Es war ein Werk, welches gegenüber den klassischen Arbeiten eines Händel und Bach mehr an der Oberfläche des religiösen Gefühls anhafte, unmittelbar und leicht verstanden wurde.“
Richard Wagner schrieb 1834: „Denn ist es nicht eine offenbare Verkennung der Gegenwart, wenn einer jetzt Oratorien schreibt, an deren Gehalt und Form keiner mehr glaubt? Wer glaubt denn an die lügenhafte Steifheit einer Schneiderschen Fuge, eben gerade weil sie jetzt von Friedrich Schneider komponiert ist? Das, was uns bei Bach und Händel seiner Wahrheit wegen ehrwürdig erscheint, muß uns jetzt bei Fr. Schneider notwendig lächerlich werden, denn, noch einmal sei’s gesagt, man glaubt es ihm nicht, da es auch auf keinen Fall seine eigene Überzeugung ist. Wir müssen die Zeit packen und ihre neuen Formen gediegen auszubilden suchen; und der wird der Meister sein, der weder italienisch, französisch – noch aber auch deutsch schreibt.“
Im 20. Jahrhundert geriet das Stück in Vergessenheit. In den letzten Jahren hat es eine erste Einspielung gegeben sowie eine moderne Urtext-Edition beim Pfefferkorn Musikverlag, die die Faksimileausgabe von Volker Kalisch und Thomas Kohlhase nach dem Erstdruck von 1821 ergänzt.
Das Weltgericht ist das Abbild verschiedener Spannungsfelder seiner Zeit. Musikalisch steht es zwischen Klassik und Romantik, doch wird die formale Klarheit und Leichtigkeit der Klassiker durch einen sehr nach außen getragenen romantischen Bedeutungswillen gestört, dem aber noch die Ausdrucksmittel fehlen, wie sie gleichzeitig von Weber für seinen Freischütz entwickelt wurden. Mit seiner Verneigung vor der Tradition der Oratorien Händels und Haydns trug Schneider zum Prozess der Kanonisierung dieser Werke als Höhepunkte einer deutschen, nationalen Musik bei, setzte sich aber gleichzeitig dem Vorwurf fehlender Eigenständigkeit aus. Im Spannungsfeld zwischen Kunstanspruch und Breitenwirkung setzte Schneider eindeutig auf letztere, so dass er auch aus diesem Grund nicht in die Musikgeschichten aufgenommen wurde. Auch im Spannungsfeld zwischen Religiosität und weltlichem, politischem Anspruch entschied er sich mit dem Libretto Apels für einen Stoff, dem kaum überzeitliche Bedeutung zuzuschreiben ist. Der Text enthält die wichtigen Schlagworte der Zeit des Vormärz („Freiheit“) in einem bis zur Unverständlichkeit mit Bedeutung aufgeladenen Libretto. Als jedoch im zwanzigsten Jahrhundert mit dem Niedergang der Chorvereine die Oratorienpflege auf mit Laien besetzte Kirchenchöre überging und das Oratorium wieder – wie im 18. Jahrhundert – in der Regel zu religiösen Festtagen in der Kirche aufgeführt wurde, verlor das Weltgericht mit seiner sehr weltlichen Religiosität die Grundlage seines Erfolgs. Zuvor hatte schon die Gründung des Deutschen Reichs 1871 die Bedeutung und die politische Funktion der Oratorienpflege verändert und neue, andere Werke notwendig gemacht. Schließlich übernahmen Wagners Opern vom Oratorium die Funktion der musikalischen Werke, die das kulturelle Selbstverständnis der Nation ausdrückten.
Die Musikwissenschaft des 20. Jahrhunderts hat das Weltgericht als „Gebrauchsmusik“ bezeichnet, die besonders dem „Laienmusizierbereich zugute kam“. Prägend für die Einschätzung der Rolle Schneiders für das Oratorium des 19. Jahrhunderts blieb bis heute ein früher Aufsatz von Martin Geck, in dem er die Funktionsmechanismen des Weltgerichts einer kritischen, teilweise harschen Analyse unterzieht und ihm „Trivialität“ unterstellt.
Im März 2011 wurde das Oratorium erstmals seit dem Erstdruck von 1821 wieder neu aufgelegt, und zwar vom Leipziger Pfefferkorn Musikverlag in einer quellenkritischen Urtextausgabe. Eine darauf beruhende Aufführung fand am 20. November 2011 im Greifswalder Dom St. Nikolai mit Martina Rüping (Sopran), dem Greifswalder Domchor und dem Philharmonischen Orchester Vorpommern unter der Leitung von KMD Prof. Jochen A. Modeß statt.